# Giovanni Animuccia

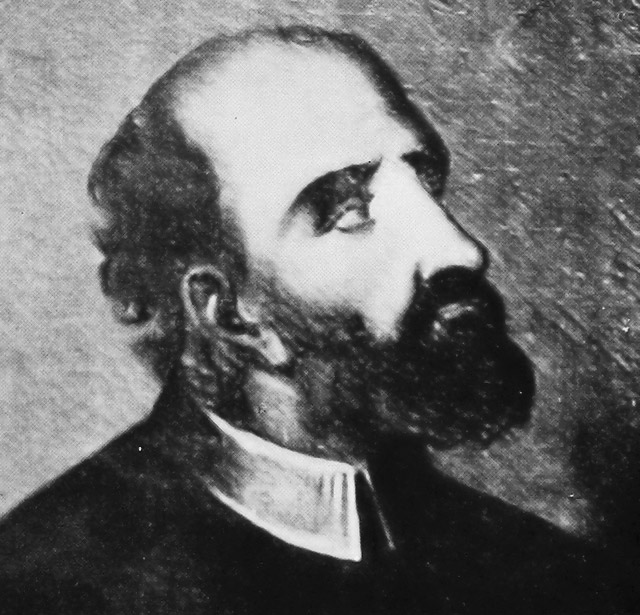
Giovanni Animuccia

Giovanni Animuccia (* um 1514 in Florenz; † 25. März 1571 in Rom) war ein italienischer Kirchenmusik-Komponist und Kapellmeister.

## Biographie
Animuccia war seit 1555 Kapellmeister der Cappella Giulia an St. Peter im Vatikan und starb 1571 zu Rom, worauf Giovanni Pierluigi da Palestrina, der von 1551 bis 1554 sein Vorgänger in jenem Amt gewesen war, wiederum sein Nachfolger wurde. Sein Bruder Paolo (um 1500 bis um 1570) wirkte in Rom für kurze Zeit als Kapellmeister am Lateran.

## Werk
Animuccia gehört zu den ältesten und hervorragendsten Meistern der römischen Schule von Claude Goudimel, die berufen war, die von den Niederländern ausgebildete Technik des Kontrapunktes im Dienste der höchsten Kunstaufgaben zu verwerten. Unter seinen zahlreichen Vokalkompositionen aller Art sind die für die Erbauungsstunden im Oratorium des Philipp Neri komponierten Laudi spirituali hervorzuheben (2 Bücher, 1565 und 1570), vierstimmige hymnenartige Gesänge, die, durch den Wechsel des Chors mit der Solostimme dramatisch belebt, als die ersten Vorläufer des Oratoriums zu betrachten sind.